# Bruce Ramsay
Pour les articles homonymes, voir Bruce Ramsay (acteur) et Ramsay.
Bruce Ramsay (né le 13 mai 1969 à Dryden, dans la province de l'Ontario au Canada) est un joueur professionnel de hockey sur glace et maintenant entraîneur.

## Biographie
Ramsay a commencé sa carrière professionnelle en 1991 dans la défunte Colonial Hockey League où il passa la majorité de ses premières saisons avant de se tailler un poste permanent dans la Ligue internationale de hockey.
Après plusieurs saisons dans les ligues mineures, il devint entraîneur (ou assistant-entraîneur), emploi qu'il occupait toujours lors de la saison 2006-2007. Fait à noter, il joua quatre matches lors de la saison 2004-2005 alors qu'il était assistant-entraîneur du Fury de Muskegon de la United Hockey League. Il prit les commandes de cette même équipe en août 2006, et il est toujours en poste pour la prochaine saison.

## Statistiques
| Saison    | Équipe                              | Ligue          |    | Saison régulière | Saison régulière | Saison régulière | Saison régulière | Saison régulière |   | Séries éliminatoires | Séries éliminatoires | Séries éliminatoires | Séries éliminatoires | Séries éliminatoires |
| Saison    | Équipe                              | Ligue          | PJ | B                | A                | Pts              | Pun              | PJ               | B | A                    | Pts                  | Pun                  |                      |                      |
| 1989-1990 | Lakers de Vernon                    | BCHL           | 53 | 11               | 11               | 22               | 225              | -                | - | -                    | -                    | -                    |                      |                      |
| 1990-1991 | Twins de Thunder Bay                | Senior[Quoi ?] | 44 | 13               | 20               | 33               | 353              | -                | - | -                    | -                    | -                    |                      |                      |
| 1991-1992 | Thunder Hawks de Thunder Bay        | CoHL           | 54 | 7                | 16               | 23               | 313              | 12               | 1 | 2                    | 3                    | 55                   |                      |                      |
| 1992-1993 | Thunder Hawks de Thunder Bay        | CoHL           | 52 | 3                | 16               | 19               | 234              | -                | - | -                    | -                    | -                    |                      |                      |
| 1993-1994 | Senators de Thunder Bay             | CoHL           | 63 | 9                | 22               | 31               | 313              | 8                | 1 | 2                    | 3                    | 45                   |                      |                      |
| 1994-1995 | Senators de Thunder Bay             | CoHL           | 62 | 14               | 29               | 43               | 462              | 11               | 0 | 3                    | 3                    | 83                   |                      |                      |
| 1994-1995 | Senators de l'Île-du-Prince-Édouard | LAH            | 2  | 0                | 1                | 1                | 10               | 1                | 0 | 0                    | 0                    | 2                    |                      |                      |
| 1995-1996 | Senators de Thunder Bay             | CoHL           | 56 | 6                | 15               | 21               | 400              | 18               | 2 | 3                    | 5                    | 142                  |                      |                      |
| 1995-1996 | Admirals de Milwaukee               | LIH            | 3  | 0                | 0                | 0                | 5                | -                | - | -                    | -                    | -                    |                      |                      |
| 1996-1997 | Thunder Cats de Thunder Bay         | CoHL           | 9  | 6                | 4                | 10               | 71               | -                | - | -                    | -                    | -                    |                      |                      |
| 1996-1997 | Griffins de Grand Rapids            | LIH            | 66 | 3                | 5                | 8                | 306              | 4                | 0 | 0                    | 0                    | 2                    |                      |                      |
| 1997-1998 | Griffins de Grand Rapids            | LIH            | 62 | 5                | 6                | 11               | 310              | -                | - | -                    | -                    | -                    |                      |                      |
| 1998-1999 | Griffins de Grand Rapids            | LIH            | 47 | 1                | 3                | 4                | 165              | -                | - | -                    | -                    | -                    |                      |                      |
| 1999-2000 | Komets de Fort Wayne                | UHL            | 65 | 6                | 21               | 27               | 241              | 13               | 1 | 3                    | 4                    | 67                   |                      |                      |
| 1999-2000 | K-Wings du Michigan                 | LIH            | 3  | 0                | 0                | 0                | 7                | -                | - | -                    | -                    | -                    |                      |                      |
| 2000-2001 | Thunder de Wichita                  | CHL            | 60 | 11               | 24               | 35               | 364              | -                | - | -                    | -                    | -                    |                      |                      |
| 2001-2002 | Fury de Muskegon                    | UHL            | 69 | 2                | 9                | 11               | 214              | 17               | 1 | 0                    | 1                    | 31                   |                      |                      |
| 2004-2005 | Fury de Muskegon                    | UHL            | 4  | 1                | 0                | 1                | 17               | -                | - | -                    | -                    | -                    |                      |                      |

### Équipes d'étoiles et Trophées
- 1992 : remporte la Coupe Colonial avec les Thunder Hawks de Thunder Bay.
- 1994 et 1995 : Remporte la Coupe Colonial avec les Senators de Thunder Bay.
- 2002 : remporte la Coupe Colonial avec le Fury de Muskegon.
- 2005 : remporte la Coupe Colonial avec le Fury de Muskegon en tant qu'assistant-entraîneur.

## Carrière d'entraîneur
- 1995-1996 : joueur et assistant-entraîneur des Thunder Cats de Thunder Bay.
- 1999-2000 : joueur et assistant-entraîneur des Komets de Fort Wayne.
- 2001-2002 : joueur et assistant-entraîneur du Fury de Muskegon.
- 2002-2003 : entraîneur des Parrots de St. Pete/Winston-Salem (remplacé durant la saison).
- 2002-2004 : entraîneur des Beacons de Port Huron.
- 2004-2006 : assistant-entraîneur du Fury de Muskegon.
- 2006-2008 : entraîneur du Fury de Muskegon.
- 2008-2009 : entraîneur des Lumberjacks de Muskegon
- 2009-2014 : entraîneur des Oilers de Tulsa